# Пул, Леа
Леа Пул (англ. Léa Pool; 8 сентября 1950, Сольо, Граубюнден, Швейцария) — канадский кинорежиссёр швейцарского происхождения.

## Биография
Пул родилась в коммуне Сальо  (Швейцария) в 1951 году и    выросла   в Лозанне.   Её отец был польским евреем, пережившим Холокост.  Мать происходила из семьи швейцарских христиан.  В 1977 году Леа  перебралась в Канаду.
Свой первый фильм, короткометражку «Лоран Ламер, швейцар», Леа сняла в 1979 году. «Анна Тристер» в 1986 году оказалась в программе Берлинского кинофестиваля, подарив режиссёру международную известность. Фильм «Потерянное тело» (1988) получил пять номинаций на канадскую кинопремию «Джини», будучи представленным на МКФ в Венеции. Мелодрама «Порывы желания» с Валери Каприски и Жаном-Франсуа Пишетом стала основным участником фестиваля Сандэнс. Внимания зрителей и критики также удостоилась картина Пул «Вас не догонят», экранизация романа Сьюзан Свон «Жёны из Бата».
Леа Пул является открытой лесбиянкой. Многие её фильмы посвящены ЛГБТ.  Преподаёт в Университете Квебека в Монреале, в котором в своё время обучалась сама.

## Фильмография
- Лоран Ламер, швейцар (1978)
- Strass Café (1980)
- Женщина в отеле (1984)
- Анна Тристер (1986)
- Не уходи (1988)
- Монреаль глазами... (1991); эпизод «Ответь мне»
- Безжалостная женщина (1991)
- Порывы желания (1994)
- Габриэль Рой (1998)
- Освободи меня (1999)
- Вас не догонят (2001)
- Голубая бабочка (2004)
- Мама у парикмахера (2008)
- Последний побег (2010)
- Корпорация «Розовые ленты» (2011)
- Страсть Августины (2015)
- А в худшем случае  мы поженимся (2017)[5]

## Награды
- 1999: Берлинский кинофестиваль — Специальный приз экуменического (христианского) жюри (конкурсная программа) («Освободи меня»)[6]
- 2013: Орден Канады[7]
- 2017: Приз за заслуги в кино и на телевидении на Международном кинофестивале в Ванкувере[8]